# Маяк (Богодухівський район)
Мая́к — село в Золочівській громаді Богодухівського району Харківської області України. Населення становить 155 осіб.

## Географія
Село Маяк знаходиться на лівому березі Рогозянського водосховища, вище за течією за 2 км розташоване село Довжик, нижче за течією примикає до сіл Феськи і Малі Феськи, на протилежному березі — села Рідний Край і Вікнине, нижче по течії за км — колишнє село Кантемири. Через село проходить залізниця, станція Рогозянка.

## Історія
12 червня 2020 року, розпорядженням Кабінету Міністрів України № 725-р «Про визначення адміністративних центрів та затвердження територій територіальних громад Харківської області», увійшло до складу Золочівської селищної громади.
19 липня 2020 року, в результаті адміністративно-територіальної реформи та ліквідації Золочівського району, село увійшло до складу Богодухівського району.
22 червня 2023 року рішенням №230 Національної комісії зі стандартів державної мови віднесено до списку населених пунктів, які «можуть не відповідати лексичним нормам української мови», зокрема стосуватися «російської імперської чи колоніальної політики». Громаді рекомендовано обґрунтувати доцільність збереження поточної назви або запропонувати нову назву в установленому законодавством порядку.

## Урбаноніми
| Назва урбаноніма   | Короткі відомості про урбанонім | Координати (початок-кінець) | Зображення |
| ------------------ | ------------------------------- | --------------------------- | ---------- |
| вулиця Жовтнева    |                                 |                             |            |
| вулиця Заводська   |                                 |                             |            |
| вулиця Овочевників |                                 |                             |            |
| вулиця Рогозянська |                                 |                             |            |
| вулиця Трудова     |                                 |                             |            |